# Марсель Флюккігер
Марсель Флюккігер (нім. Marcel Flückiger, 20 червня 1929 — 27 листопада 2010, Берн) — швейцарський футболіст, що грав на позиції захисника за клуб «Янг Бойз», а також національну збірну Швейцарії.
Чотириразовий чемпіон Швейцарії. Дворазовий володар кубка Швейцарії.

## Клубна кар'єра
У футболі дебютував 1951 року виступами за команду «Янг Бойз», кольори якої і захищав протягом усієї своєї кар'єри гравця, що тривала одинадцять років. 

## Виступи за збірну
1953 року дебютував в офіційних матчах у складі національної збірної Швейцарії. Протягом кар'єри у національній команді провів у її формі 4 матчі.
У складі збірної був учасником чемпіонату світу 1954 року у Швейцарії, де зіграв з Італією (2-1).
Помер 27 листопада 2010 року на 82-му році життя у місті Берн.

## Титули і досягнення
- Чемпіон Швейцарії (4):

«Янг Бойз»: 1956-1957, 1957-1958, 1958-1959, 1959-1960
- Володар кубка Швейцарії (2):

«Янг Бойз»: 1952-1953, 1957-1958